# ルドヴィーカ・マリア・ゴンザーガ
ルドヴィーカ・マリア・ゴンザーガ（ポーランド語: Ludwika Maria Gonzaga, 1611年8月18日 - 1667年5月10日）は、ポーランド王ヴワディスワフ4世の王妃。またその異母弟ヤン2世の王妃にもなった。イタリア語名マリア・ルドヴィーカ・ディ・ゴンザーガ＝ネヴェルス（Maria Ludovica di Gonzaga-Nevers）、フランス語名マリー＝ルイーズ・ド・ゴンザーグ＝ヌヴェール（Marie-Louise de Gonzague-Nevers）。ゴンザーガ家の出身。妹アンヌはギーズ公アンリ2世、プファルツ＝ジンメルン伯エドゥアルトの妃となっている。

## 生涯
マントヴァ公カルロ1世とマイエンヌ公シャルルの娘カトリーヌ・ド・ギーズの娘としてパリで生まれた。父の死後に母親の許で育てられ、1627年にオルレアン公ガストンの後妻となるところであったが、この結婚に反対していたフランス王ルイ13世（ガストンの兄）によりヴァンセンヌ要塞に幽閉され、後に修道院に入れられた。1634年に、マリアはヴワディスワフ4世から一度結婚を申し込まれたが、間もなくヴワディスワフは神聖ローマ皇帝フェルディナント2世の娘ツェツィーリア・レナータと結婚した。
1640年、マリアは彼女の主催する文学サロンにやってきたヤン・カジミェシュ（後のヤン2世）と出会った。
1644年にツェツィーリア・レナータが死去し、翌1645年11月にマリアはヴワディスワフ4世と結婚した。結婚に際し、マリアはルドヴィーカ・マリアと改名した（マリアという名前は聖母マリアのために用いる畏れ多いものである、とポーランドで見なされていたため）。ルドヴィーカは1646年からワルシャワに住んだが、わずか2年後に夫に先立たれた。未亡人となったルドヴィーカは、次期国王に選出されたヤン2世と1649年に再婚した。
ルドヴィーカ・マリアは行動的で精力溢れる女性で、政治経済に対して野心があった。ポーランド貴族たちは王妃が政治に介入していると騒いだが、彼女はスウェーデン勢力を撤退させる役目を果たした。彼女は1652年に、ポーランド最初の新聞「メルクリウス・ポルスキ」を創刊した。
1667年にワルシャワで亡くなり、クラクフに葬られた。